# Thanatus atratus
Thanatus atratus là một loài nhện trong họ Philodromidae.
Loài này thuộc chi Thanatus. Thanatus atratus được Eugène Simon miêu tả năm 1875.